# K.O.S.S. 02
Albums de Lord Kossity
K.O.S.S.
(2008) Fully Loaded
(2011)
K.O.S.S. 02 est le neuvième album du musicien français Lord Kossity, sorti en 2010 sur son propre label Lord Ko Publishing.

## Liste des titres
| No  | Titre                                                 | Durée |
| --- | ----------------------------------------------------- | ----- |
| 1.  | Rien à battre                                         | 4:04  |
| 2.  | Politiquement incorrect                               | 4:08  |
| 3.  | Week-End love (feat. J-mi Sissoko)                    | 2:55  |
| 4.  | Rollin' (feat. Black Scientist)                       | 4:08  |
| 5.  | Hand on My Balls                                      | 3:34  |
| 6.  | Sex Sex Rap Rap                                       | 4:02  |
| 7.  | Do It Again (feat. Black Scientist)                   | 3:39  |
| 8.  | Giuessouzbak (feat. Sofiane)                          | 4:22  |
| 9.  | Le biz avant les bitches (feat. Wesson)               | 3:32  |
| 10. | Toujours plus de cash                                 | 4:18  |
| 11. | Laisse-moi passer (feat. Ayaman)                      | 4:27  |
| 12. | One Nite (feat. Nicky B.)                             | 3:57  |
| 13. | Real Shotta                                           | 1:50  |
| 14. | Supafly (feat. Black Scientist)                       | 3:31  |
| 15. | Fais ta bibi                                          | 3:29  |
| 16. | Donne-moi ça comme ça                                 | 3:13  |
| 17. | Come Get It (feat. Ce'cile (en))                      | 3:48  |
| 18. | Roule avec moi                                        | 3:24  |
| 19. | Money on My Mind (feat. Johnny Ringo and Don Capelli) | 3:12  |
| 20. | Le Sommet (feat. Jango Jack)                          | 3:33  |